# Igreja da Madalena

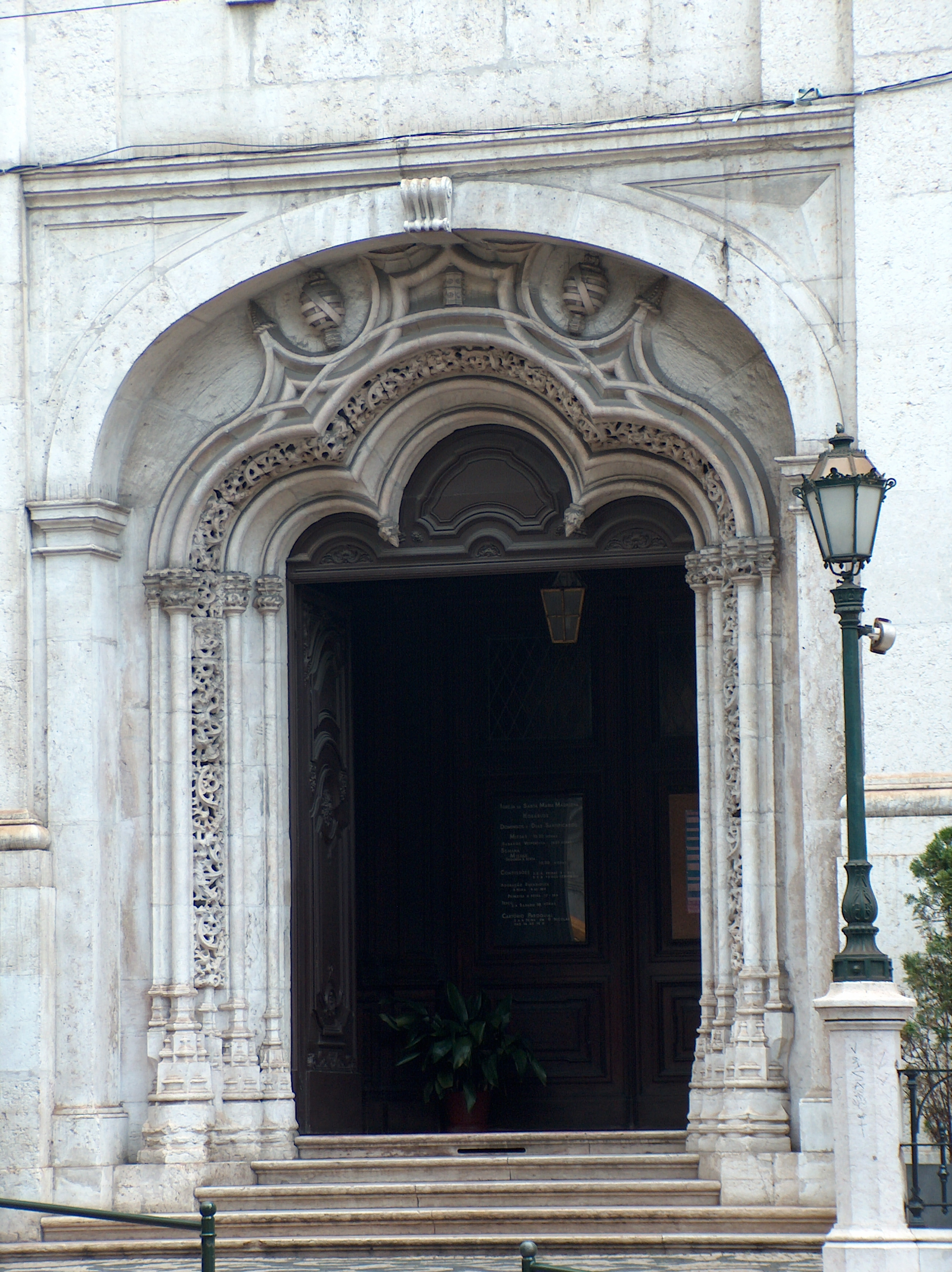
Portal da Igreja da Madalena

A Igreja da Madalena, também designada por Igreja Paroquial da Madalena e Igreja de Santa Maria Madalena, situa-se na freguesia de Santa Maria Maior (Madalena), em Lisboa.
A Igreja da Madalena que actualmente existe é o resultado de várias reconstruções da igreja que tinha sido construída em 1150 ou 1164, por ordem de D. Afonso Henriques junto à cerca moura.
Em 1363 um incêndio destruiu a igreja, tendo o rei D. Fernando I mandado reconstruí-la.
Em 1600 foi parcialmente destruída devido a um ciclone e, em 1755, foi novamente deitada abaixo pelo Sismo de Lisboa de 1755.
A rainha Dona Maria I, em 1783, mandou reconstruir a igreja novamente desde os seus alicerces. Posteriormente, em 1833, a igreja foi alvo de algumas alterações.
A Igreja da Madalena pertence à Irmandade do Senhor Jesus dos Perdões, Santa Catarina e Nossa Senhora de Belém e tem, no seu interior, uma imagem do Cristo do Perdão, assim como pinturas de Pedro Alexandrino de Carvalho e esculturas de José de Almeida e Machado de Castro.
O portal da igreja, em estilo manuelino, é considerado uma das obras a destacar desta época. Pensa-se que ele tenha vindo da Igreja da Conceição dos Freires, também destruída pelo terramoto. Neste portal, de arco trilobado, podem-se observar duas esferas armilares.
O Portal da Igreja foi classificado como Monumento Nacional pelo (Decreto de 16 de junho de 1910, DG 136, de 23 de junho de 1910).

## Proximidade pagã
Junto à Igreja da Madalena, encontram-se quatro lápides romanas, por vezes chamadas de Lápides das Pedras Negras (por terem sido encontradas junto à rua com o mesmo nome), incorporadas na parede do edifício na Travessa do Almada. Uma delas é um ex-voto à deusa Cibele e, segundo o olisipógrafo Augusto Vieira da Silva (1896-1951), foi encontrada com as outras três num conjunto de vestígios romanos descobertos em 1753 e 1754 quando se iniciaram trabalhos de construção no local. Entre os achados, encontrar-se-iam, também, os restos de um edifício que alguns estudiosos crêem tratar-se das ruínas de um templo à deusa Cibele.